# Hipódromo de La Gávea
El Hipódromo de La Gávea (en portugués: Hipódromo da Gávea) está situado en el barrio de La Gávea, en Río de Janeiro, al sur de Brasil. Se utiliza para las carreras de caballos. Tiene una capacidad para recibir hasta 80.000 espectadores. Fue construido en 1926. Dispone de 3.000 asientos.
Es la actual pista de carreras del Jockey Club Brasileño, coloquialmente llamado Jockey Club o Jockey. El Hipódromo de La Gávea está situado al lado de la laguna Rodrigo de Freitas, sumándose a las postales principales de la ciudad de Río de Janeiro. Construido en el estilo Luis XV, fue proyectado por los arquitectos Memoria y Cuchet, siendo inaugurado el 11 de julio de 1926, con el nombre de Hipódromo Brasileño (Brasileiro).
En el Hipódromo de La Gávea se disputan las competencias, por lo general, todos los viernes, sábados, domingos, lunes y algunos martes.
Su competición más importante es el Grande Prêmio Brasil, que se corre desde el año 1933.
Además cuenta con una pista principal de césped de 2.200 metros de longitud, también posee una pista de arena de 2.040 metros de largo, y con la variante su trazado se reduce a 1.740 metros.